# Hypsioma lyca
Hypsioma lyca är en skalbaggsart som beskrevs av Dillon 1945. Hypsioma lyca ingår i släktet Hypsioma och familjen långhorningar. Inga underarter finns listade i Catalogue of Life.